# 미에현 제1구
미에현 제1구(일본어: 三重県第1区)는 일본의 중의원 선거구이다. 1994년 공직선거법이 개정되면서 신설되었다.

## 지역
- 쓰시
- 마쓰사카시

## 역대 국회의원
- 나카이 히로시 (소속 정당: 신진당(1996년 ~ 1997년) → 민주당, 임기: 1996년 ~ 2000년)
- 가와사키 지로 (소속 정당: 자유민주당, 임기: 2000년 ~ 2009년)
- 나카이 히로시 (소속 정당: 민주당, 임기: 2009년 ~ 2012년)
- 가와사키 지로 (소속 정당: 자유민주당, 임기: 2012년 ~ 2017년)
- 다무라 노리히사 (소속 정당: 자유민주당, 임기: 2017년 ~ 현재)